# Circo Massimo 2001
Circo Massimo 2001 è il ventunesimo album di Antonello Venditti e il quarto live del cantautore romano, pubblicato nel 2001, registrato in occasione del concerto, avvenuto domenica 24 giugno 2001, al Circo Massimo di Roma tenutosi per festeggiare la conquista del terzo scudetto dell'Associazione Sportiva Roma ottenuto durante il campionato di Serie A 2000-2001. Con 1 800 000 spettatori (dato ufficiale della Questura) è ad oggi il concerto gratuito più affollato di sempre in Italia. L'album è stato distribuito dalla Disney Music Group attraverso l'etichetta Buena Vista Records in Nord America.
In Roma capoccia Venditti è accompagnato al pianoforte da Nicola Piovani.
L'album contiene anche Grande Raccordo Anulare, cantata dal comico Corrado Guzzanti, e l'inedita Che c'è.

## Tracce
1. Modena – 3:12
2. Su questa nave chiamata musica – 5:23
3. Shake – 3:55
4. C'è un cuore che batte nel cuore di Roma – 5:51
5. Il compleanno di Cristina – 5:42
6. Stella – 4:27
7. 21 modi per dirti ti amo – 5:30
8. Grande Raccordo Anulare – 6:14 (interpretata da Corrado Guzzanti)
9. Notte prima degli esami – 4:56
10. Ci vorrebbe un amico – 4:43
11. Alta marea – 6:03
12. Roma Capoccia – 3:50
13. Roma Roma – 3:12
14. Grazie Roma – 4:05
15. Che c'è – 4:14

## Formazione
- Antonello Venditti - voce
- Toti Panzanelli,  Maurizio Perfetto, Mario Schilirò - chitarra
- Fabio Pignatelli - basso
- Derek Wilson - batteria
- Alessandro Centofanti - tastiera (non accreditato nei crediti del cd)
- Amedeo Bianchi - sax

## Classifiche

### Classifiche settimanali
| Classifica (2001) | Posizione massima |
| ----------------- | ----------------- |
| Europa            | 33                |
| Italia            | 1                 |

### Classifiche di fine anno
| Classifica (2001) | Posizione |
| ----------------- | --------- |
| Italia            | 56        |